# Regina Kehn
Regina Kehn (* 1962 in Hamburg) ist eine deutsche Illustratorin von Kinder- und Jugendliteratur.

## Leben
Sie studierte Illustration an der Fachhochschule für Gestaltung in Hamburg. Mit einem Diplom im Bereich Kinderbuch schloss sie 1989 ihr Studium ab.
Seit 1990 ist sie freiberuflich tätig für Magazine (Stern, Der Spiegel, Focus u. a.), in der Werbung (Kampagnen für den Stern, Rotring, Kitekat u. a.), für Kinderbuchverlage (Fischer, dtv, Dressler, Ravensburger, Thienemann) und für das Fernsehen (NDR, Siebenstein).
Sie hat Bilderbücher, Titelgestaltungen und Innenillustrationen für zahlreiche Autoren erstellt, u. a. für Anna Woltz, Michael Ende, Cornelia Funke, Jo Pestum, Eva Ibbotson, Polly Horvath, Marie-Aude Murail, Salah Naoura, Otfried Preußler, Jenny Nimmo und Andreas Steinhöfel.
2015 gestaltete sie erstmals eine Briefmarke für die Deutsche Post.
Sie lebt heute mit ihrem Mann und ihren beiden Töchtern in Hamburg.

## Werke

### Bilderbücher (Text u. Illustrationen)
- Mein Leben ist schön. Klett Kinderbuch Verlag, 2011. ISBN 978-3-941411-34-0

### Herausgeberschaft + Illustrationen
- Das literarische Kaleidoskop. Anthologie. Fischer, 2013. ISBN 978-3-596-85618-3

### Kinder- und Jugendbuchillustrationen

#### Bilderbücher
- Christa Zeuch: Halt den Schnabel, böser Wolf. Gedichte. Arena, 1990
- Jo Pestum: Die wilden Acht. Thienemann Verlag, 1993. ISBN 978-3-522-43139-2
- Jo Pestum: Ring frei für die wilden Acht. Thienemann Verlag, 1994. ISBN 978-3-522-43164-4
- E.T.A. Hoffmann: Nussknacker und Mausekönig. Thienemann Verlag, 2006. ISBN 978-3-522-43531-4
- Ali Baba und die vierzig Räuber. Kinderoper von Taner Akyol nach dem Libretto von Cetin Ipekkaya und Marietta Rohrer-Ipekkaya. Verlagshaus Jacoby & Stuart, 2012. ISBN 978-3-941787-90-2
- Ali Baba und die 40 Räuber. Verlagshaus Jacoby & Stuart, 2015. ISBN 978-3-942787-57-4

#### Erstlesebücher
- Martin Klein: Känguru: Erste Geschichten zum Selberlesen: Kleine Sportgeschichten. Ars Edition, 1999. ISBN 978-3-7607-3789-8

#### Sachbücher
- Kirsten Boie: Warum wir im Sommer Mückenstiche kriegen, die Schnecken unseren Salat fressen und es den Regenbogen gibt. Jumbo, 2015. ISBN 978-3-8337-3381-9
- Nils Jockel: Engel und anderes Geflügel 10 – Ein Adventskalender mit einer Weihnachtskrippe zum Selberbasteln und mit einer Weihnachtsgeschichte. Rowohlt Taschenbuch Verlag, 2003. ISBN 978-3-499-21262-8

#### Romane / Erzählungen (Auswahl)
- Michael Ende: Der satanarchäolügenialkohöllische Wunschpunsch. Thienemann Verlag, 1989. ISBN 978-3-522-16610-2
- Christian Thielmann: Schnappt die Schlittendiebe!. Ravensburger, 2013. ISBN 978-3-473-52503-4
- Grit Poppe: Monty Vampir – Gefahr bei Vollmond. Deutscher Taschenbuch Verlag, 2013. ISBN 978-3-423-76084-3
- Sylvia Heinlein: Mission Unterhose. Tulipan, 2013. ISBN 978-3-86429-113-5
- Kirsten Boie: Es gibt Dinge, die kann man nicht erzählen. Oetinger Taschenbuch, 2013. ISBN 978-3-7891-2019-0
- Nicola Huppertz: Die unglaubliche Geschichte von Wenzel, dem Räuber Kawinski, Strupp und dem Suseldrusel. Mixtvision, 2014. ISBN 978-3-551-55099-6
- Anna Woltz: Meine wunderbar seltsame Woche mit Tess. Carlsen, 2015. ISBN 978-3-551-55099-6
- Matthias Morgenroth: Freunde der Nacht. Deutscher Taschenbuch Verlag, 2015. ISBN 978-3-423-76116-1
- Kirsten Boie: Der Junge, der Gedanken lesen konnte. Oetinger Taschenbuch, 2015. ISBN 978-3-8415-0347-3
- Saša Stanišić: Wolf. Carlsen Verlag, 2023. ISBN 978-3-551-65204-1

#### Serien
- Joachim Friedrich: 4 1/2 Freunde. Thienemann Verlag, Stuttgart 1994–2011.
- Thomas Christos: Ein Dschinn für alle Fälle. Fischer Schatzinsel Verlag, 2007–2008
- Jenny Nimmo: Charlie Bone. Ravensburger Buchverlag, 2003–2010
- Jenny Nimmo: Die silberne Spinne. Ravensburger Verlag, 2007–2009
- Salah Naoura: Konrad, Krax... Tulipan Verlag, 2008–2013
- Barbara van den Speulhof: Pippa, die Elfe Emilia und... Fischer, 2013–2014
- Simone Klages: Wir Kinder aus der Brunnenstraße. Deutscher Taschenbuch Verein, 2009–2011

## Ausstellungen
- 28. April bis 4. Juni 2006 im Lübecker Aegidienhof
- 11. Februar bis 25. April 2011 in der Städtischen Galerie Neuwied: „Die Welt der Wimmelbücher“[1]

## Auszeichnungen
- 1993 Nominierung zum Deutschen Jugendliteraturpreis für Der lange Weg nach Santa Cruz von Michael Ende[2]
- 1996 Art Directors Club: Bronzemedaille für Illustration
- 2014 Nominierung zum Deutschen Jugendliteraturpreis für Das literarische Kaleidoskop herausgegeben von Regina Kehn[3]
- 2016 Rattenfänger-Literaturpreis für Freunde der Nacht (Autor: Matthias Morgenroth)
- 2020 Luchs des Monats (Mai) für die Illustrationen zu Als ich die Pflaumen des Riesen klaute von Ulf Stark
- 2022 Österreichischer Kinder- und Jugendbuchpreis für An die, die wir nicht werden wollen (zusammen mit Nils Mohl)
- 2024 Deutscher Jugendliteraturpreis für Wolf von Saša Stanišić[4]